# Finala Campionatului Mondial al Cluburilor FIFA 2011
Finala Campionatului Mondial al Cluburilor FIFA 2011 a fost ultimul meci de la Campionatul Mondial al Cluburilor FIFA 2011, un turneu fotbalistic pentru campioanele celor șase federații continentale ale FIFA. S-a jucat între campioana CONMEBOL, Santos și campioana UEFA, FC Barcelona.

## Meci
| Santos | 0 – 4   | Barcelona                            |
| ------ | ------- | ------------------------------------ |
|        | Cronica | Messi 17', 82' Xavi 24' Fàbregas 45' |

| Santos | Barcelona |

| SANTOS:        |    |                 |     |     |
|                |    |                 |     |     |
| P              | 1  | Rafael Cabral   |     |     |
| FD             | 2  | Edu Dracena (c) | 74' |     |
| FC             | 3  | Léo             |     |     |
| FC             | 4  | Danilo          | 31' |     |
| FS             | 5  | Arouca          |     |     |
| MD             | 6  | Durval          |     |     |
| MO             | 7  | Henrique        |     |     |
| ED             | 9  | Borges          | 79' |     |
| ES             | 10 | Ganso           | 83' | 83' |
| A              | 11 | Neymar          |     |     |
| A              | 14 | Bruno           |     |     |
| Schimbări:     |    |                 |     |     |
| M              | 8  | Elano           |     | 31' |
| A              | 18 | Ibson           |     | 83' |
| A              | 19 | Alan Kardec     |     | 79' |
| Antrenor:      |    |                 |     |     |
| Muricy Ramalho |    |                 |     |     |

| BARCELONA:      |    |                   |     |     |
|                 |    |                   |     |     |
| P               | 1  | Victor Valdés     |     |     |
| FD              | 2  | Dani Alves        |     |     |
| FC              | 3  | Gerard Piqué      | 56' | 56' |
| FC              | 4  | Cesc Fàbregas     |     |     |
| FS              | 5  | Carles Puyol      |     |     |
| MD              | 6  | Xavi (c)          |     |     |
| MC              | 8  | Andrés Iniesta    | 79' | 87' |
| MS              | 10 | Lionel Messi      |     |     |
| A               | 11 | Thiago            |     |     |
| A               | 16 | Sergio Busquets   |     | 70' |
| A               | 22 | Éric Abidal       |     |     |
| Schimbări:      |    |                   |     |     |
| M               | 14 | Javier Mascherano | 71' | 56' |
| M               | 17 | Pedro             |     | 79' |
| A               | 24 | Andreu Fontàs     |     | 85' |
| Antrenor:       |    |                   |     |     |
| Josep Guardiola |    |                   |     |     |

| Arbitri asistenți: Toru Sagara (Japonia) Toshiyuki Nagi (Japonia) Al IV-lea oficial: Victor Carrillo (Peru) |